# Polyrhachis gab
Polyrhachis gab é uma espécie de formiga do gênero Polyrhachis, pertencente à subfamília Formicinae.